# Teucrium similatum
Teucrium similatum là một loài thực vật có hoa trong họ Hoa môi. Loài này được T.Navarro & Rosua miêu tả khoa học đầu tiên năm 1990.